# Västra Husby
Västra Husby est une localité de Suède dans la commune de Söderköping située dans le comté d'Östergötland.
Sa population était de 533 habitants en 2019.